# 7049 Meibom
7049 Meibom è un asteroide della fascia principale. Scoperto nel 1981, presenta un'orbita caratterizzata da un semiasse maggiore pari a 2,2420137 UA e da un'eccentricità di 0,1176576, inclinata di 2,78681° rispetto all'eclittica.